# Limnaecia crossomela
Limnaecia crossomela là một loài bướm đêm thuộc họ Cosmopterigidae. Nó được tìm thấy ở Úc.